# Oostenrijks curlingteam (gemengddubbel)
Het Oostenrijkse curlingteam vertegenwoordigt Oostenrijk in internationale curlingwedstrijden.

## Geschiedenis
Oostenrijk debuteerde op het wereldkampioenschap curling voor gemengddubbele landenteams van 2009 in het Italiaanse Cortina d'Ampezzo. De beste Oostenrijkse prestatie tot op heden werd geboekt op het wereldkampioenschap van 2012, waar de strijd om het brons werd gewonnen van de Verenigde Staten met 12-7.
Oostenrijk nam nog niet deel aan het gemengddubbel op de Olympische Winterspelen.

## Oostenrijk op het wereldkampioenschap
| Jaar | Plaats        | Team                              | WG            | W             | V             | PV            | PT            |
| ---- | ------------- | --------------------------------- | ------------- | ------------- | ------------- | ------------- | ------------- |
| 2008 | Geen deelname | Geen deelname                     | Geen deelname | Geen deelname | Geen deelname | Geen deelname | Geen deelname |
| 2009 | 21            | Andreas Unterberger & Karina Toth | 8             | 3             | 5             | 51            | 54            |
| 2010 | 15            | Marcus Schmitt & Liliana Schmitt  | 5             | 1             | 4             | 22            | 46            |
| 2011 | 21            | Thomas Peichl & Sonja Peichl      | 7             | 1             | 6             | 33            | 63            |
| 2012 | 3             | Christian Roth & Claudia Toth     | 11            | 7             | 4             | 88            | 59            |
| 2013 | 8             | Christian Roth & Claudia Toth     | 9             | 7             | 2             | 69            | 52            |
| 2014 | 8             | Christian Roth & Claudia Fischer  | 10            | 6             | 4             | 77            | 63            |
| 2015 | 26            | Markus Schagerl & Anna Weghuber   | 9             | 2             | 7             | 42            | 69            |
| 2016 | 11            | Sebastian Wunderer & Karina Toth  | 10            | 6             | 4             | 62            | 54            |
| 2017 | 21            | Christian Roth & Claudia Fischer  | 7             | 3             | 4             | 45            | 41            |
| 2018 | 32            | Markus Schagerl & Anna Weghuber   | 7             | 1             | 6             | 34            | 56            |
| 2019 | 23            | Martin Reichel & Hannah Augustin  | 7             | 3             | 4             | 42            | 37            |
| 2021 | Geen deelname | Geen deelname                     | Geen deelname | Geen deelname | Geen deelname | Geen deelname | Geen deelname |
| 2022 | Geen deelname | Geen deelname                     | Geen deelname | Geen deelname | Geen deelname | Geen deelname | Geen deelname |
| 2023 | 17            | Martin Reichel & Hannah Augustin  | 10            | 2             | 8             | 49            | 72            |
| 2024 | Geen deelname | Geen deelname                     | Geen deelname | Geen deelname | Geen deelname | Geen deelname | Geen deelname |
| 2025 | Geen deelname | Geen deelname                     | Geen deelname | Geen deelname | Geen deelname | Geen deelname | Geen deelname |

Australië · België · Brazilië · Bulgarije · Canada · China · Chinees Taipei · Denemarken · Duitsland · Engeland · Estland · Filipijnen · Finland · Frankrijk · Griekenland · Groot-Brittannië · Guyana · Hongarije · Hongkong · Ierland · India · Israël · Italië · Jamaica · Japan · Kazachstan · Kirgizië · Koeweit · Kosovo · Kroatië · Letland · Litouwen · Luxemburg · Mexico · Mongolië · Nederland · Nieuw-Zeeland · Nigeria · Noorwegen · Oekraïne · Oostenrijk · Polen · Portugal · Puerto Rico · Qatar · Roemenië · Rusland · Saoedi-Arabië · Schotland · Servië · Slovenië · Slowakije · Spanje · Thailand · Tsjechië · Turkije · Verenigde Staten · Wales · Wit-Rusland · Zuid-Korea · Zweden · Zwitserland